# اترکتیلودس
اترکتیلودس (نام علمی: Atractylodes) نام یک سرده از تیره کاسنیان است.